# Iván Melero
Iván Melero Coco (Segovia, 8 april 1983) is een voormalig Spaans wielrenner.
Iván Melero is een zoon van Carlos Melero en een broer van Oscar Melero, beiden eveneens voormalig beroepswielrenner. In 2001 werd Iván Melero Spaans kampioen op de weg voor junioren. In 2005 begon hij bij Andalucía-Paul Versan als professional. 
In april 2011 moest Melero zijn wielerloopbaan beëindigen wegens een hartafwijking.

## Belangrijkste overwinningen
2007
7e etappe Circuito Montañés
Agirre · Amuriza · Armstrong · Celis · Díaz · Domínguez · Lazkano · Melero · Mezo · Otxotorena · Pérez · Velasco · Villegas · Zubero · Zumeta
Bazzana · Bertogliati · Bodrogi · Bowden · Calabria · Callegarin · Dugan · Eldridge · Grendene · Ilešič · A. Jefimkin · V. Jefimkin · Kerkhof · King · Kobzarenko · Kocjan · Mejías · Melero · Reijnen · Sjmidt · Steward · Verschoor · Magner (stagiair) · Rosskopf (stagiair)